# Dutch Dehnert
Henry G. Dehnert, detto Dutch (New York, 5 aprile 1898 – Queens, 20 aprile 1979), è stato un cestista e allenatore di pallacanestro statunitense, professionista nella ABL, nella NBL e nella BAA. Non va confuso con l'omonimo nipote Henry Dehnert, che giocò 10 partite nel campionato BAA 1946-47 nei Providence Steamrollers.
Dutch Dehnert è ritenuto colui che inventò il ruolo moderno del pivot, all'epoca in cui militava negli Original Celtics.
Nel 1969 è divenuto membro del Naismith Memorial Basketball Hall of Fame.

## Palmarès
- 4 volte campione ABL (1927, 1928, 1929, 1930)